# 斯托弗 (密蘇里州)
斯托弗（英語：Stover）是位於美國密蘇里州摩根縣的城市。

## 人口
根據2020年美國人口普查的數據，斯托弗的面積為2.30平方千米，皆為陸地。當地共有人口1006人，而人口密度為每平方千米437人。